# Liste des programmations du Motocultor Festival
Les programmations du Motocultor Festival sont les listes des groupes ayant participé au Motocultor Festival, un festival annuel spécialisé dans le heavy metal qui se déroule sur le site de Kerampuilh à Carhaix.

## Participations

### Édition 2010
- Entombed, Madball, Pestilence, Punish Yourself, Ultra Vomit, Sybreed, Punishable Act, Andreas & Nicolas, Plantec, 1969 Was Fine, Prime Sinister, Evil One, Cherry Bloom, Hand of Blood, Destruction, Korpiklaani, Dagoba, Kruger, Mononc' Serge et Anonymus, The ARRS, Destinity, Tamtrum, No Return, Bran Barr, My Own Private Alaska, Como Muertos, High Voltage, Abysse, Sodom, Koritni, Shining, Blackrain, Loudblast, Nightmare, The CNK, Burning Heads, Shadyon, Nine Eleven, Under The Abyss, Gorod, Murder One, Les 3 Fromages et Karma Zero.

Banane Metalik et Condkoi ont annulé et ont été remplacés par Les 3 Fromages et Karma Zero.

### Édition 2011
- Hatebreed, Marduk, New Model Army, Buzzcocks, Orphaned Land, Decapitated, Melechesh, Moonsorrow, Marky Ramone's Blitzkrieg, Aborted, Týr, Angelus Apatrida, God Dethroned, Sworn Enemy, Godsized, Cannabis Corpse, 69 Chambers, King Lizard, Aggressive Agricultor, Arkan, Embryon, Naheulband, Justin(e), Four Horsemen, Heol Telwen, MC Circulaire, Swashbuckle, Klone, Betraying the Martyrs, Systr, Nesseria, Rednekk Rampage, Condkoi, Hellscrack, Malkavian, Zubrowska, Era Nova, Talian, Artless Craft, Jumping Jack, Sinscale, Lapidation.

- Devil Sold His Soul, Ataraxie, Cataract, Om Mani et Mortiis sont annulés et ils sont remplacés respectivement par Embryon, Malkavian, Artless Craft, Hellscrack et Angelus Apatrida.

Swashbuckle est annulé pour cause de panne de véhicule et n'a pas pu être remplacé.

### Édition 2012
- Immortal, Behemoth, Coroner, Dark Tranquillity, Napalm Death, Corrosion of Conformity, KMFDM, Septicflesh, Eths, Municipal Waste, Crowbar, Immolation, Textures, Arkona, Krisiun, Nightmare, Your Demise, Beatallica, Myrath, Devil Sold His Soul, Seth, Audrey Horne, Inquisition, Trepalium, The Adolescents, ADX, Peter Pan Speedrock, No Return, Inhume, Blockheads, Cattle Decapitation, Sublime Cadaveric Decomposition, As They Burn, Incantation, Noctem, Collision, Stille Volk, Impureza, Oil Carter, Absurdity, Miseducation of Masses, Direwolves, Pervert Asshole et Warmachine.

### Édition 2013
- Annihilator, Exodus, Therion, DevilDriver, Eluveitie, Enslaved, Vader, The Exploited, Impaled Nazarene, Moonspell, Orange Goblin, Dying Fetus, Eyehategod, Orphaned Land, Aborted, Crucified Barbara, Mustasch, Nick Oliveri And The Mondo Generator, Banane Metalik, Gorod, Decrepit Birth, Bukowski, Angelus Apatrida, Deströyer 666, Excrementory Grindfuckers, Ufomammut, Uncommonmenfrommars, Hacride, Endstille, Rotten Sound, Extreme Noise Terror, Jungle Rot, Svart Crown, System Divide, Belenos, The Old Dead Tree, Sticky Boys, Regarde Les Hommes Tomber, Jumping Jack, Ataraxie, Miseducation Of Masses, Collaps Machines, Lutece, Sustaincore, Voight Kampff.

### Édition 2014
- Behemoth, Epica, Kreator, Testament, Les Sheriff, Obituary, In Extremo, Ensiferum, Shining, Entombed A.D., Dagoba, Belphegor, GBH, Havok, Malevolent Creation, Loudblast, Benediction, Cancer, Andreas & Nicolas, Mumakil, Inquisition, Koritni, Tagada Jones, Trollfest, Church of Misery, Mononc' Serge, Benighted, Headcharger, Cobra, Huata, The Decline! , Brother Dege, T.A.N.K, Temple Of Ball, The Great Old Ones, Qantice, Carnival in Coal, Flying Donuts, Yugal, Anticorpse, Mobütu, Dawn of Might, Naïve, Enemy of the Enemy, et Arcania.

Six Feet Under annule sa participation à cause de la défaillance de leur véhicule sur la route menant en festival. Ils sont remplacés par Arcania. Leurs équipements ayant été égarés par leur compagnie aérienne, Behemoth se produit cependant, sans maquillage ni mise en scène et en utilisant le matériel des autres groupes.

### Édition 2015
- Trivium, Death DTA, Pentagram, Sick of It All, Brujeria, Triptykon, Finntroll, God Seed, Septicflesh, Tankard, Bömbers, Ultra Vomit, Cryptopsy, Delain, Alcest, The Ocean, Agalloch, Psycroptic, Opeth, Carcass, Sepultura, Eluveitie, Madball, Sodom, Orange Goblin, Kyle Gass Band, Kataklysm, Krisiun, Sólstafir, Wehrmacht, Kronos, Glorior Belli, Ancient Rites, Klone, Gutalax, Dopethrone, Crisix, Sticky Boys, Ramming Speed, Cliteater, Killers, Nesseria, CROWN, Belenos, Bliss of Flesh, Arcania, Manzer, Verbal Razors, Hexecutor, Machete, Little Big, All out War, Rise of the Northstar, Trouble, Ne Obliviscaris, My Sleeping Karma, Mars Red Sky, Angelus Apatrida, Abysse, Psykup, Birds in Row, Der Weg Einher Freiheit, Muezli, Drakwald.

Kyle Gass Band est contraint d'annuler sa venue au festival.

### Édition 2016
- Children of Bodom, Ministry, Neurosis, Testament, Mayhem, Cult of Luna, Jello Biafra and the Guantanamo School of Medicine, Soulfly, Soilwork, Dying Fetus, Amenra, Nashville Pussy, Agnostic Front, Fleshgod Apocalypse, Shining, Obscura, Arkona, Rotting Christ, Entombed A.D., Graveyard, Bongzilla, Goatwhore, Lost Society, Gorod, Black Bomb A, Carpenter Brut, Batushka, Gruesome, Holy Moses, Onslaught, Bölzer, Vektor, Leng Tch'e, Conan, Valient Thorr, Infest, JC Satàn, Secrets of the Moon, Svartsot, Pipes and Pints, Regarde les hommes tomber, Giuda, Get the Shot, Naheulband, Khors, The Midnight Ghost Train, Dalriada, Furia (deux concerts), T.A.N.K, Atmospheres, Atlantis Chronicles, Hypno5e, Vulcain, Agressor, Moonreich, Witchthroat Serpent, Poésie Zéro, Recueil morbide, Gaidjinn, Fractal Universe, Barabbas, Fange, Stonebirds, BigSure, Sordid Ship.

### Édition 2017
- Opeth, Kreator, Bloodbath, Devin Townsend, Eluveitie, Paradise Lost, Ensiferum, Obituary, Candlemass, Suffocation, Insomnium, Primordial, Possessed, Blues Pills, God is an Astronaut, Discharge, Uli Jon Roth, Giédré, Battle Beast, Vallenfyre, Revocation, Radio Moscow, Igorrr, Vital Remains, The Algorithm, Monkey3, Hatesphere, The Real Mc Kenzies, Tragedy, Evil Invaders, Benighted, Jucifer, Zornheym, Alea Jacta Est, Nocturnal Depression, Mantar, Uada, Wiegedood, Providence, The News Roses, Malignant Tumour, Dust Bolt, The Great Old Ones, Rectal Smegma, Monarch!, Breed Machine, Interment, Glowsun, Insanity Alert, Perfecityzen, 7 Weeks, Deluge, Sangdragon, Aluk Todolo, Cadaveric Fumes, Point Mort, Acod, Toter Fish.

### Édition 2018
- Behemoth, Alestorm, Ministry, Sepultura, Abbath, Cannibal Corpse, DevilDriver, Dying Fetus, The Young Gods, Tambours du Bronx, Ultra Vomit, Belphegor, Municipal Waste, Turisas, Comeback Kid, Popa Chubby, Trisomie 21, Pelican, The Black Dahlia Murder, Perturbator, Phil Campbell and the Bastard Sons, Myrkur, Shining, Nashville Pussy, Nostromo, Tagada Jones, Origine, Stoned Jesus, Toxic Holocaust, Punish Yourself, Warbringer, Misery Index, Suicidal Angels, Cruachan, Ingested, Esben And The Witch, Celeste, Pillorian, Svart Crown, Sticky Boys, Sadistic Intent, Necrowretch, Blockheads, Ereb Altor, Thaw, Nesseria, Hangman's Chair, Jinjer, Auðn, Rendez-Vous, Cypecore, Implore, The Lumberjack Feedback, Promethee, Lüt, Maid of Ace, Monolithe, Heart Attack, Dehuman, Ende, Tranzat, Lumberjacks, Mohrkvlth, Cerf Boiteux, Dead Bones Bunny, Serenius.

Esben and the Witch remplacera Les Discrets

### Édition 2019
- Excalibur The Celtic Rock Opera, Nofx, Hatebreed, Trust, Turbonegro, Korpiklaani, Avatar, Eluveitie, Anathema, At the gates, Solstafir, Watain, Alan Stivell, Napalm Death, Bloodbath, Marduk, Hypocrisy, Death Angel, Carpenter brut, Magma, Henri Dès et Ze Grands Gamins, Sacred Reich, Ange, Kadavar, Primordial, Corvus Corax, Ihsahn, Aborted, Soilwork, Eyehategod, Voivod, Decapitated, 1000mods, Freak Kitchen, Ufomammut, The night Flight orchestra, The casualties, Anaal Nathrakh, Iron reagan, Tribulation, Les Ramoneurs de Menhirs, Gaahls Wyrd, Mustasch, Dopethrone, Incantation, Krisiun, Cancer Bats, Midnight, Gronibard, The Vintage Caravan, Harakiri for the Sky, Get The Shot, Waking the Cadaver, Mars red Sky, Hate, Vampillia, Beheaded, Au Dessus, Stille volk, Wolvennest, The Lazys, Extermination Dismemberment, Undead Prophecies, Not scientists, Pensées Nocturnes, Fange, Nytt land, Oaks Crown, Third Meridian[1].

### Édition 2020
- Auraient dû jouer : Powerwolf, Heilung, Denez, Skáld, Rise of the Northstar, Dark Tranquillity, Insomnium, Suffocation, Dark Funeral, Vader, Orange Goblin, Igorrr, Combichrist, Havok, Revocation, Terror, Benighted, Cattle Decapitation, Plantec, Schammasch, Psycroptic, Wear Your Wounds, Klone, Angelus Apatrida, Wormot, Valley of the Sun, Imperial Triumphant, Gost, 1914, Thundermother, Gold, Acyl, Abrahma, Druids of the Gué Charette, Manckell, Amenra, Cult of Luna.

### Édition 2022
- The Hives, Powerwolf, The Libertines, Cult of Luna, Igorrr, Les Wampas, Les Ramoneurs de menhirs, Orange Goblin, Kreator, Benighted, Apocalyptica, 1000mods, The Young Gods, God is an Astronaut, Regarde les hommes tomber, Cattle Decapitation, Dark Funeral, Behemoth, Dark Tranquillity, Celeste, Eisbrecher, Combichrist, Life of Agony, Heathen, Suffocation, Burning Heads, Batushka, Clutch, Lorna Shore, Sick of It All, Electric Callboy, Dark Angel, Alcest, Krisiun, Rivers of Nihil, Tesseract, Leprous, Lord of the Lost, The The, Bloodywood, Bury Tomorrow, She Past Away, Ho99o9, Swallow the Sun, The Inspector Cluzo, Lost Society, Garmarna, Devourment, Triggerfinger, Truckfighters, Pallbearer, Aephanemer, ten56., Molybaron, The Great Old Ones, Noctem, Belphegor, Denez, Qual, Nature Morte, Viscera, 20 Seconds Falling Man, Plantec, Schammasch, Seth, Wiegedood, Testament, Princesses Leya, Imperial Triumphant, 1914, My Own Private Alaska, Madam, Slift, Stake, Hangman's Chair, Vader, Klone, Sorcières, Valley Of The Sun, Acyl, The Dali Thundering Concept, SKALD, Maïeutiste, KO KO MO, Druids of the Gué Charette, Exorcine, Nightmare, Vended, Frontierer, Perturbator, Wild Classical Music Ensemble, Sang Froid, Sublime Cadaveric Decomposition, Tranzat, The Ocean, The Shamisenists, Tarja, Pogo Car Crash Control, The Blue Butter Pot, Gohrgone, Pigs Pigs Pigs Pigs Pigs Pigs Pigs, Svalbard, Natheulband, Exodus, DoFlame, Týr[2].

### Édition 2023
- Jeudi 17 août : A.A Williams, Angelus Apatrida, Burning Witches, Coroner, Grade 2, Hällas, Hatebreed, Kadavar, Komodor, Long Distance Calling, Lost in Kiev, Royal Republic, Steve 'N' Seagulls, The Psychotic Monks, Ugly Kid Joe, Warbringer, Wolfmother, Worst Doubt, Zeal & Ardor.
- Vendredi 18 août : Arka’n Asrafokor, Boisson Divine, Brieg Guerveno, Carcass, Carthagods, Crisix, Deicide (Legion set), Déluge, Epica, Esthesis, GGGOLDDD, Gorod, Haken, Hanabie., Health, Hrafngrímr, Humanity's Last Breath, Hypno5e, IC3PEAK, Insomnium, Katatonia, Lili Refrain, Luc Arbogast, Marduk, Napalm Death, Psychonaut, Terror, Uuhai, Vio-lence, Wardruna.
- Samedi 19 août : Akiavel, Amenra, Birds in Row, Bleed From Within, Brutal Sphincter, Brutus, Bullet for My Valentine, Coilguns, Der Weg einer Freiheit, Dog Eat Dog, Fueco Fatuo, Gama Bomb, Gatecreeper, Little Big, Ludwig von 88, Not Scientists, Oi Boys, Pénitence Onirique, PØGØ, Rectal Smegma, Russian Circles, Scarlxrd, Sodom, Sortilège, Sylvaine, The Exploited, The Toy Dolls, T.T.T. (Tribute to Thrash), Washington Dead Cats, Watain.
- Dimanche 20 août : 1914, Abbath, Alestorm, Archspire, Avatar, Biohazard (line-up original), Carpenter Brut, Cave In, Church of Misery, Converge, Crowbar, Dieth, Dying Fetus, Elder, Eyehategod, Heart Attack, Kabbalah, Landmvrks, Messa, Mondo Generator, Nostromo, Orpheum Black, Rise of the Northstar, Shadow of Intent, Soen, Stick to Your Guns[3].

### Édition 2024
Sources,
En gras les 4 groupes têtes d'affiche.
- Jeudi 15 août 2024 : DeWolff / Grandma's ashes / Uada / Shy, Low / Squid / Moundrag / Havok / Ange / Alan Stivell / Bob Vylan / Sacramentum / Emma Ruth Rundle / Deicide / Thurston Moore Group / Venom Inc. /  Neko Light Orchestra / Kvelertak / Lionheart / Crippled Black Phoenix

- Vendredi 16 août 2024 : Karras / Hippotraktor / Inhumate / Les compagnons du gras jambon / Resolve / Esthesis / Incantation / Slow Fall / Infected Rain / Liturgy / Hexis / Sable Hills / Nova Twins / Riverside / 1914 / Widilma / Beast in Black / Wargasm / Left to die / Myrkur / KK'S Priest / Myrath / The Amity Affliction / Sowulo / Opeth / Skynd / Aura Noir / Faun / Igorrr / Haggard

- Samedi 17 août 2024 : Fange / Pothamus / Calcine / Gravekvlt / Jesus Piece / LLNN / Sorcerer / Lysistrata / Kalandra / Nekrogoblikon / Rüynn / Didier Super / Toxic Holocaust / Villagers of Ioannina City / Crypta / Train Fantôme / Exodus / Broken by the Scream / Emmure / Les Sheriff / Jinjer / Crownshift / Dødheimsgard / Bernard Minet / Architects / Bambie Thug / Aborted / Millencolin / Dirtyphonics / The O’Reillys and the Paddyhats

- Dimanche 18 août 2024 : Frail Body / Arhios / Kronos / Black Bile / Future Palace / Dvne / Griffon / Duel / Unearth / Night Verses / Hirax / My Diligence / Born of Osiris / Horskh / Exumer / Monkey3 / Sonata Arctica / Plini / Decapitated / Stoned Jesus / Terrorizer / The Black Dahlia Murder / Gorgoroth / Red Fang / Meshuggah / The Halo Effect / Rotting Christ / Baroness / Avantasia / Clutch